# Nordharz
Nordharz – gmina samodzielna (niem. Einheitsgemeinde) w Niemczech, w kraju związkowym Saksonia-Anhalt, w powiecie Harz. Gmina samodzielna powstała 1 stycznia 2010 z połączenia następujących gmin: Abbenrode, Danstedt, Heudeber, Langeln, Schmatzfeld, Stapelburg, Veckenstedt i Wasserleben.